# 六条村 (岐阜県)
六条村（ろくじょうむら）は、かつて岐阜県稲葉郡にあった村である。
現在の岐阜市六条、六条北、六条南、六条福寿町、六条片田、六条大溝、六条江東などに該当する。
当村発足時は厚見郡の村であったが、郡の合併で稲葉郡の村となった。

## 歴史
- 1889年（明治22年）7月1日 - 町村制により六条村が発足。
- 1897年（明治30年）4月1日[2] - 方県郡の一部、厚見郡、各務郡が合併し、稲葉郡となる。当村は稲葉郡となる。
- 1897年（明治30年）4月1日 - 宇佐村、清村と合併し、三里村が発足。同日六条村は廃止。